# Attalo (nome)
Attalo  è un nome proprio di persona italiano maschile.

## Varianti in altre lingue
- Catalano: Àtal
- Francese: Attale
- Greco antico: Ἄτταλος (Attalos)[2]
- Greco moderno: Άτταλος (Attalos)
- Latino: Attalus[2]
- Portoghese: Átalo
- Russo: Аттал (Attal)
- Serbo: Атал (Atal)
- Spagnolo: Atalo
- Ungherese: Atal

## Origine e diffusione
Nome portato da vari re di Pergamo, oltre che da altre figure della storia antica. La sua etimologia non è certa: molte fonti lo considerano un diminutivo (o comunque un derivato) del termine greco-latino ἄττα (atta), una voce onomatopeica col significato di "padre" (da cui anche Atto e Attila); alternativamente, potrebbe essere ricondotto al greco ἀταλός (atalos, "morbido", "delicato").
In Italia gode di una diffusione piuttosto scarsa, dovuta principalmente al culto di sant'Attalo, risultando disperso nel Nord e in Toscana.

## Onomastico
L'onomastico si può festeggiare in memoria di più santi, alle date seguenti:
- 3 aprile, sant'Attalo o Attala, monaco benedettino a Taormina[5]
- 2 giugno, sant'Attalo di Pergamo, uno dei martiri di Lione[3]
- 4 giugno, sant'Attalo, martire a Noviodunum[5]
- 31 dicembre, sant'Attalo, martire con altri compagni a Catania[3][5]

## Persone
- Attalo, militare macedone antico, generale sotto Filippo II
- Attalo, militare macedone antico, ufficiale sotto Alessandro Magno
- Attalo, filosofo romano
- Attalo I, re di Pergamo
- Attalo II, re di Pergamo
- Attalo III, re di Pergamo
- Prisco Attalo, senatore romano